# Rolim de Moura
Rolim de Moura é um município brasileiro do estado de Rondônia. Com uma população de 56 406 habitantes, segundo estimativas do IBGE de 2022, resultando na 6° cidade mais populosa de Rondônia e sustentando o 18º maior PIB de Rondônia. Possui IDH de 0,700.

## História
Em meados dos anos 1970, os governos militares criaram, através da propaganda, com base na Lei de Segurança Nacional, a necessidade de ocupar a Amazônia. Foi daí que, em 1979, originou-se o Projeto de Colonização Rolim de Moura (destinado ao assentamento de colonos excedentes da extensão do Projeto Integrado de Colonização GY Paraná ou Ji-Paraná), implantado na área pelo INCRA, que distribuiu lotes de terras rurais a milhares de famílias. A partir de então as pessoas que chegaram às centenas começaram a erguer a cidade, inicialmente formada de barracos, mucambos, de pau a pique. Rolim de Moura foi elevada a categoria de município através do Decreto Lei Estadual nº 71, de 5 de agosto de 1983, desmembrado da área de Cacoal.
Seu primeiro prefeito foi Valdir Raupp de Matos, eleito em 9 de dezembro de 1984, e tomou posse no dia 1º de janeiro de 1985.
O nome da cidade foi dado em homenagem ao Visconde de Azambuja (ou Dom Antônio Rolim de Moura Tavares), segundo governador da capitania de Mato Grosso, pelos relevantes serviços prestados à região do vale do Guaporé.

## Geografia
Localiza-se a uma latitude 11º48'13" Sul e a uma longitude 61º48'12" Oeste, estando a uma altitude de 225 metros.
Possui uma área de 1487,35 km².

### Limites
Ao Norte: com os municípios de Castanheiras e Cacoal.
Ao Leste: com os municípios de Pimenta Bueno e São Felipe d'Oeste.
A Oeste: com os municípios de Novo Horizonte do Oeste e Alta Floresta d'Oeste.
Ao sul: com o município de Santa Luzia d'Oeste e Alta Floresta d'Oeste.

### Bairros
- Beira Rio
- Boa Esperança
- Bom Jardim
- Centenário
- Centro
- Cidade Alta
- Industrial
- Jardim dos Lagos
- Jardim Eldorado
- Jardim Tropical
- Nova Morada
- Olímpico
- Planalto
- São Cristóvão
- Nova Esplanada
- Jatobá I
- Jatobá II

### Distritos
Nova Estrela de Rondônia (ou Jabuti) é o único distrito de Rolim de Moura, situado na RO-010 a 25 km da sede do município. É um dos mais modernos distritos de Rondônia, dotado de Posto de Saúde, Posto Policial e  um pequeno terminal rodoviário entre a rodovia que liga Rolim de Moura a Pimenta Bueno e Cacoal.

### Zona Rural
A zona rural rolimourense é traçada por estradas vicinais paralelas numeradas chamadas na região de "linhas". A distância entre uma linha e outra é em média 4 km. No centro da cidade no sentido Norte-Sul passa a linha 184, as demais linhas são paralelas e sua numeração acompanha a quilometragem.

### Vegetação
A vegetação dominante é a Floresta Equatorial Amazônica com presenças esparsas de campos e cerrados.

### Hidrografia
A hidrografia é representada pelos rios: Anta Atirada, Palha, Bambu, São Pedro e Rolim de Moura. Ambos afluentes do rio Machado, sendo que, o município é cortado ainda, por vários riachos e igarapés.

### Clima
Equatorial quente e úmido atua na região. No período entre junho e agosto às massas de ar polar conseguem penetrar na região, assim derrubando os termômetros com temperaturas inferiores aos 20 °C. Esse fenômeno e caracterizado como friagem pode durar de 2 a 7 dias dependendo da situação, mesmo assim a friagem não provoca grandes mudanças nas médias mensais. [carece de fontes?]

## Economia
O PIB de Rolim de Moura é de R$ 1.400.000.000 e o PIB per capita R$ 25.229,33 (IBGE 2020).
|                                                                           |      |
| \| Serviços \| 64 % \| \| Agropecuária \| 16 % \| \| Indústria \| 20 % \| |      |
| Serviços                                                                  | 64 % |
| Agropecuária                                                              | 16 % |
| Indústria                                                                 | 20 % |

É um importante polo regional, sendo a cidade mais populosa e economicamente ativa da Zona da Mata Rondoniense, uma região de influência que abrange os municípios de Alta Floresta d'Oeste, Alto Alegre dos Parecis, Castanheiras, Nova Brasilândia d'Oeste, Novo Horizonte do Oeste, Parecis, Santa Luzia d'Oeste e São Filipe d'Oeste e que totaliza uma população de aproximadamente de 151.000 habitantes e área de 19.664 km².
As principais fontes de recursos da microrregião é a agropecuária e a indústria madeireira, as lavouras de relevância são as de arroz, café, milho e feijão, a pecuária extensiva ocupa grande espaço geográfico que abriga 1.572.113 cabeças de gado, o crescimento do rebanho microrregional está estagnado pela superlotação das pastagens, existe um forte movimento de migração do rebanho de corte para o leiteiro devido a instalação de novas indústrias de processamento de leite.

### Turismo
Entre os principais eventos que movimentam a economia e o turismo na cidade, estão a "Festa do Milho", evento gastronômico, e a "Feira Agropecuária de Rolim de Moura", uma feira agropecuária com shows, queima de fogos e rodeio profissional em touros.

## Educação
A rede pública teve investimentos na educação, como a criação de escolas, reformas, ampliações, contratações e investimentos na capacitação dos profissionais de educação para melhorar a qualidade de ensino. Rolim de Moura possui o centro de reabilitação "Centro de Educação de Rolim de Moura", para crianças de jovens com necessidades especiais.
O sistema educacional municipal possui 03 (três) Creches, 27 (vinte e sete) escolas de ensino infantil, fundamental e médio 01 (um) centro profissionalizante, 01 (um) centro educacional e 04 (quatro) faculdades.
De acordo com os dados oferecidos pelas escolas, o Município conta com um total de 15.576 (quinze mil quinhentos e setenta e seis) alunos matriculados na educação infantil, ensino fundamental e ensino médio, o qual 70,0 % dos alunos correspondem a rede estadual, 24,62 % a rede municipal e 5,38 % a rede privada.

### Instituições

#### Municipais
- Escola de Ensino Fundamental Dionísio Quintino
- Escola de Polo de Ensino Fundamental Francisca Duran
- Escola de Polo de Ensino Infantil e Fundamental José Veríssimo
- Escola de Ensino Infantil Altenir Tavares
- Escola de Ensino Infantil Balão Mágico
- Escola de Ensino Infantil Benta Idalvina Pepinele Peres
- Escola de Ensino Infantil e Fundamental Dina Sfat
- Escola de Ensino Infantil e Fundamental João Batista Dias
- Escola de Ensino Infantil e Fundamental Pequeno Príncipe

#### Estaduais
- Escola de Ensino Fundamental Maria Comandoli Lira
- Escola de Ensino Fundamental Monteiro Lobato
- Escola de Ensino Fundamental Ulisses Guimarães
- Escola de Ensino Médio em Tempo Integral Cândido Portinari
- Escola de Ensino Fundamental e Médio Carlos Drummond de Andrade
- Escola de Ensino Fundamental e Médio Cel. Aluízio Pinheiro Ferreira
- Escola de Ensino Fundamental e Médio José Rosales
- Escola de Ensino Fundamental e Médio Maria do Carmo de Oliveira Rabelo
- Escola de Ensino Fundamental e Médio Nilson Silva
- Escola Militar de Ensino Fundamental e Médio Priscila Rodrigues Chagas
- Escola de Ensino Médio em Tempo Integral Tancredo de Almeida Neves
- Centro de Ensino Fundamental e Médio de Jovens e Adultos Cel. Jorge Teixeira.

#### Particulares
- Centro Educacional de Rolim de Moura – Educação Especial (Filantrópico)
- Colégio Benedito Cruz (BENEC) - Educação Infantil, Fundamental e Médio
- Colégio Clarice Lispector – Educação Infantil, Fundamental e Médio
- Delta – Educação Profissional
- FASPTEC – Educação Profissional

#### Particular / públicas
- Universidade Federal de Rondônia (UNIR) — pública
- Universidade Aberta do Brasil (UAB) - pública (bimodal)
- Faculdade de Rolim de Moura (FAROL) — particular
- Faculdade São Paulo (FSP) — particular

## Comunicação

### Jornal impresso
- Correio Rondoniense
- Correio da Mata
- Folha da Mata

### Televisão

#### Analógico
- 3 VHF - TV Meridional (Rede Bandeirantes)[12]
- 6 VHF - RedeTV! Rondônia (RedeTV!)
- 8 VHF - TV Allamanda (SBT)
- 10 VHF - Rede Amazônica Porto Velho (Rede Globo)
- 13 VHF - TV Novo Tempo
- 18 UHF - SIC TV (RecordTV)
- 37 UHF - Rede Meio Norte
- 50 UHF - Amazon Sat

#### Digital
- 3.1 (35 UHF) - TV Meridional (Rede Bandeirantes)
- 6.1 (26 UHF) - RedeTV! Rondônia (RedeTV!)
- 8.1 (39 UHF) - TV Allamanda (SBT)
- 18.1 (30 UHF) - SIC TV (RecordTV)
- 33.1 - SIS Brasil (TV Cultura)
- 44.1 - Rede Mundial

### Rádio

#### FM[13]
- 93.1 MHz - Rádio Rondônia
- 94.5 MHz - Liberdade FM
- 100.9 MHz - Massa FM Rolim de Moura (Massa FM)
- 104.9 MHz - Faixa Comunitária

## Esportes
A cidade tem um representante na primeira divisão do Campeonato Rondoniense de Futebol, o Guaporé Futebol Clube. O clube manda seus jogos no Estádio José Ângelo Cassol, o "Cassolão".